# 過酸化ベンゾイル
過酸化ベンゾイル（かさんかベンゾイル、英語: Benzoyl peroxide, 略語: BPO）は、酸化剤の一種で、抗菌作用、皮膚の角質の堆積を改善する作用がある。過酸化ジベンゾイル（かさんかジベンゾイル、英語: Dibenzoyl perxoide）とも。工業、漂白剤、ニキビの治療に使用される。
ニキビ治療薬として、抗生物質の薬剤耐性菌問題に代わって推奨度が高くなった。消防法による危険物（第5類 自己反応性物質、第1種自己反応性物質）に指定されている有機過酸化物。

## 形状と性質
白色粒状で無臭の固体で、水には溶けない（0.1g/100ml〈26℃〉）が、有機溶剤には溶ける。強い酸化作用があり、80℃まで加熱すると発火、さらに100℃を超えると白煙を発生して激しく分解する。加熱・摩擦・衝撃、光に当たることによっても分解し、爆発する恐れがある。
また乾燥したり、強酸や有機物に接触することによっても爆発するので、保管には注意を要する。市販品は爆発防止のため、25%の水で湿らせて純度75%にしている。

## 合成
過酸化ベンゾイルは、塩化ベンゾイルと過酸化ナトリウムから合成される。

## 用途
加熱により酸素-酸素結合がホモリティックに開裂し、ベンゼンカルボキシルラジカルを与え、そこから二酸化炭素が脱離してフェニルラジカルとなる。この性質を利用し、ラジカル開始剤としてポリマーの合成などに使用される。
他の一般的な用途として染髪や歯の漂白剤が挙げられる。ヨーロッパでは過酸化水素の使用が制限されているため、特に利用される傾向がある。また、小麦粉の製造の際にも使われる。

### 医療
尋常性痤瘡（ニキビ）の治療に承認されている。21世紀になって抗菌薬（抗生物質）の長期使用による薬剤耐性菌の出現が問題となり、薬剤耐性の心配のない過酸化ベンゾイルの使用が推奨されるようになった。
2015年に、過酸化ベンゾイルのみのベピオ、抗菌薬クリンダマイシンとの合剤デュアックが日本で販売された。もっとも欧米では、1960年代からニキビの治療に使用されていた。また2016年にアダパレンと合剤のエピデュオが承認された。
主な副作用としては、接触皮膚炎がある。

## 事故事例
1990年5月、東京都板橋区の化学工場で爆発があり、死者8名、負傷者18名を出す惨事となった。実験室でも、金属さじによる取り扱いは避ける。